# Cam Ward
Cameron Kenneth Ward (* 29. února 1984, Saskatoon, Saskatchewan, Kanada) je bývalý kanadský hokejový brankář, naposledy hrající v týmu Chicago Blackhawks v severoamerické lize NHL.

## Kariéra

### Počátky kariéry
Ward strávil juniorskou kariéru v klubu Red Deer Rebels, v lize Western Hockey League. V sezóně 2000/01 hrál za Rebely v jednom zápase. Od té doby chytal v Red Deeru další tři celé sezóny, během kterých se dvakrát dostali do finále WHL. Při Vstupním draftu NHL 2002 byl vybrán na 25. místě celkově týmem Carolina Hurricanes. Po absolvování WHL se na dvě sezóny přesunul do nižší severoamerické ligy AHL, kde hrál za Lowell Lock Monsters.

### NHL
13. května 2004 podepsal Ward s Hurricanes několikaletý kontrakt. V sezóně 2005–06 Ward převážně sekundoval švýcarskému brankáři Martinu Gerberovi. Poprvé chytal Ward v NHL 5. října 2005 proti Tampě Bay Lightning, když si Gerber poranil podkolenní šlachu a Ward byl povolán za něj a chytil 10 z 11 střel při porážce 2:5. Svůj druhý zápas hrál o dva dny později na domácím hřišti proti Pittsburghu Penguins, kdy nakonec zvítězili 3:2 po samostatných nájezdech a Ward v nájezdech vychytal Maria Lemieuxe, Žigmunda Pálffyho a Sidneyho Crosbyho. Díky svým výsledkům ve své první sezóně v NHL se dostal do širšího výběru Kanady 81 hokejistů pro Zimní Olympijské hry 2006. Byl jedním z devíti brankářů, ovšem do konečné nominace se nedostal. Postupně jeho výkonnost v sezóně klesla a zhoršil si tak statistiky.
Po vydařeném playoff NHL 2006 byl Ward povýšen na stálou jedničku týmu Hurricanes. V sezónách 2006–07 a 2007–08 zaznamenal 30 a 37 vítězství, ale s Hurricanes chyběli v obou letech v playoff, ale v sezóně 2008–09 se dostali v playoff do finále východní konference, ve kterém byli vyřazeni pozdějším vítězem Stanley Cupu Pittsburghem Penguins.
Po špatném začátku v sezóně 2009–10 se Ward zranil 8. listopadu 2009, když se řízl na noze o brusli útočníka Ricka Nashe z Columbusu Blue Jackets. Toto zranění si vyžádalo čtyřtýdenní absenci. Po návratu zaznamenal 18 vítězství a 23 porážek a s Carolinou nepostoupili do playoff.
V roce 2007 byl členem Kanadského národního týmu na MS v Moskvě, v Rusku, kde vyhráli zlaté medaile, když ve finále porazili Finsko 4:2 a v roce 2008 v Kanadě získali po porážce ve finále 4:5 s Ruskem stříbrné medaile.

### Playoff NHL 2006
V prvním kole playoff 2006 už Hurricanes prohrávali o dva zápasy s Montrealem Canadiens. Poté nahradil trenér Peter Laviolette brankáře Martina Gerbera za Cama Warda a Ward dovedl Hurricanes k vítězství nad Canadiens. V dalším kole vyřadili New Jersey Devils, kde chytal Wardův idol Martin Brodeur. Ve finále východní konference vyřadili Buffalo Sabres a ve finále celého playoff porazili v sedmizápasové bitvě Edmonton Oilers. Ward byl prvním brankářem od dob Patricka Roye, který dokázal ve své premiérové sezóně v NHL vyhrát Stanley Cup. Ward byl vyhlášen nejužitečnějším hráčem playoff, za což získal Conn Smythe Trophy.

### Osobní život
Narodil se v Nemocnici Svatého Pavla v Saskatoonu, v Kanadě. Cam Ward je druhé dítě Kena a Lurel Wardových a je prostředním sourozencem sester: mladší Chelsea a starší Kendry. Vyrůstal v Saskatoonu a později v Sherwood Parku v kanadské provincii Alberta, kam se rodina odstěhovala, když bylo Camu Wardovi 10 let.
Cam Ward má syna, který se narodil 24. listopadu 2010.

## Individuální úspěchy
- CHL 2. All-Star Team – 2001/02
- Del Wilson Trophy – 2001/02, 2003/04
- CHL 1. All-Star Team – 2003/04
- CHL Goaltender of the Year – 2003/04
- Four Broncos Memorial Trophy – 2003/04
- AHL All-Rookie Team – 2004/05
- Conn Smythe Trophy – 2005/06
- NHL All-Star Game – 2011

## Týmové úspěchy
- Prince of Wales Trophy – 2005/06
- Stanley Cup – 2005/06
- Zlato na MS – 2007
- Stříbro na MS – 2008

## Statistiky

### Statistiky v základní části
| 2004–05     | Lowell Lock Monsters | AHL         | 50  | 1.99 | 93,7 | 27  | 17  | 94   | 1393  | 6  | 2829   |
| 2005–06     | Carolina Hurricanes  | NHL         | 28  | 3.68 | 88,2 | 14  | 8   | 91   | 682   | 0  | 1484   |
| 2005–06     | Lowell Lock Monsters | AHL         | 2   | 2.54 | 91,5 | 0   | 2   | 5    | 54    | 0  | 118    |
| 2006–07     | Carolina Hurricanes  | NHL         | 60  | 2.93 | 89,7 | 30  | 21  | 167  | 1458  | 2  | 3422   |
| 2007–08     | Carolina Hurricanes  | NHL         | 69  | 2.75 | 90,4 | 37  | 25  | 180  | 1690  | 4  | 3930   |
| 2008–09     | Carolina Hurricanes  | NHL         | 68  | 2.44 | 91,6 | 39  | 23  | 160  | 1741  | 6  | 3928   |
| 2009–10     | Carolina Hurricanes  | NHL         | 47  | 2.69 | 91,6 | 18  | 23  | 119  | 1290  | 0  | 2651   |
| 2010–11     | Carolina Hurricanes  | NHL         | 74  | 2.56 | 92,3 | 37  | 26  | 184  | 2191  | 4  | 4317   |
| 2011–12     | Carolina Hurricanes  | NHL         | 68  | 2.74 | 91,5 | 30  | 23  | 182  | 1961  | 5  | 3988   |
| 2012–13     | Carolina Hurricanes  | NHL         | 17  | 2.84 | 90,8 | 9   | 6   | 44   | 433   | 0  | 929    |
| 2013–14     | Carolina Hurricanes  | NHL         | 30  | 3.06 | 89,8 | 10  | 12  | 84   | 740   | 0  | 1645   |
| 2013–14     | Charlotte Checkers   | AHL         | 2   | 2.02 | 93,7 | 1   | 1   | 4    | 59    | 0  | 119    |
| 2014–15     | Carolina Hurricanes  | NHL         | 51  | 2.40 | 91,0 | 22  | 24  | 121  | 1230  | 1  | 3026   |
| 2015–16     | Carolina Hurricanes  | NHL         | 52  | 2.41 | 90,9 | 23  | 17  | 122  | 1221  | 1  | 3038   |
| 2016–17     | Carolina Hurricanes  | NHL         |     |      |      |     |     |      |       |    |        |
| 2017–18     | Carolina Hurricanes  | NHL         |     |      |      |     |     |      |       |    |        |
| 2018–19     | Chicago Blackhawks   | NHL         |     |      |      |     |     |      |       |    |        |
| NHL celkově | NHL celkově          | NHL celkově | 564 | 2.70 | 91,0 | 269 | 208 | 1454 | 14637 | 23 | 32 358 |
| AHL celkově | AHL celkově          | AHL celkově | 54  | 2.02 | 93,6 | 28  | 20  | 103  | 1506  | 6  | 3066   |

### Statistiky v play off
| 2004–05     | Lowell Lock Monsters | AHL         | 11 | 2.53 | 91,8 | 5  | 6  | 28 | 312  | 2 | 664  |
| 2005–06     | Carolina Hurricanes  | NHL         | 23 | 2.14 | 92,0 | 15 | 8  | 47 | 537  | 2 | 1319 |
| 2008–09     | Carolina Hurricanes  | NHL         | 18 | 2.67 | 91,5 | 8  | 10 | 49 | 527  | 2 | 1101 |
| NHL celkově | NHL celkově          | NHL celkově | 41 | 2.38 | 91,7 | 23 | 18 | 96 | 1064 | 4 | 2420 |
| AHL celkově | AHL celkově          | AHL celkově | 11 | 2.53 | 91,8 | 5  | 6  | 28 | 312  | 2 | 664  |